# 警察宇宙
警察宇宙（英語：Cop Universe）是由羅希特·謝蒂創作的印度跨媒體製作兼共同世界，媒介涵蓋電影、動畫劇集、電子遊戲和電視劇。該宇宙聚焦於印度警察，以他們打擊犯罪為故事主題；首先以前兩部電影《雄獅》（2011年）及《雄獅回歸》（2014年）的主角巴吉勞·辛漢（Bajirao Singham）為主，第三部電影《辛巴》（2018年）的主角為桑格蘭·「辛巴」·巴拉洛督察（Inspector Sangram "Simmba" Bhalerao），第四部電影《反恐追緝令》（2021年）則引入了維爾·蘇亞萬西（Veer Sooryavanshi）。
2024年推出了同宇宙的電視劇《血仇緝凶》。

## 電影
| 電影           | 上映日期       | 導演        | 編劇 | 對白                                                                     | 監製                                                                       | 狀態   |
| -------------- | -------------- | ----------- | --- | ------------------------------------------------------------------------ | -------------------------------------------------------------------------- | ------ |
| 《雄獅》       | 2011年7月22日  | 羅希特·謝蒂 | 尤努斯·薩賈瓦爾（）                                                                                          | 法哈德—薩吉德                                                            | 馬赫什·拉馬納坦（Mahesh Ramanathan）和阿查里亞·烏特帕爾（Acharya Utpaal）                                 | 已上映 |
| 《雄獅回歸》   | 2014年8月15日  | 羅希特·謝蒂 | 尤努斯·薩賈瓦爾（）                                                                                          | 法哈德—薩吉德                                                            | 阿賈耶·德烏干和羅希特·謝蒂                                                 | 已上映 |
| 《辛巴》       | 2018年12月28日 | 羅希特·謝蒂 | 尤努斯·薩賈瓦爾和薩吉德·薩姆吉                                                                               | 法哈德·薩姆吉                                                            | 希洛·亞什·喬哈爾（Hiroo Yash Johar）、羅希特·謝蒂、阿波瓦·梅塔和卡倫·喬哈爾                | 已上映 |
| 《反恐追緝令》 | 2021年11月5日  | 羅希特·謝蒂 | 尤努斯·薩賈瓦爾                                                                                              | 法哈德·薩姆吉、桑吉特·貝德雷（Sanchit Bedre）和維迪·戈德岡卡爾（Vidhi Ghodgaonkar）                    | 希洛·亞什·喬哈爾、阿魯納·巴蒂亞（Aruna Bhatia）、卡倫·喬哈爾、阿波瓦·梅塔和羅希特·謝蒂 | 已上映 |
| 《雄獅歸來》   | 2024年11月1日  | 羅希特·謝蒂 | 尤努斯·薩賈瓦爾、阿比吉特·庫曼（Abhijeet Khuman）、克什蒂吉·帕特瓦丹、桑迪普·薩基特（Sandeep Saket）、阿努沙·南達庫馬爾（Anusha Nandakumar）和羅希特·謝蒂 | 米拉帕·札佛里、桑塔努·斯里瓦斯塔瓦（Shantanu Srivastava）、維迪·戈德岡卡爾（Vidhi Ghodgaonkar）和羅希特·謝蒂 | 羅希特·謝蒂、阿賈耶·德烏干和喬蒂·戴司潘德                                  | 已上映 |

### 《雄獅》（2011）
什夫格德小村的正直警官巴吉勞·辛漢督察（Inspector Bajirao Singham）招惹上勒索大老傑康·什科勒（Jaykant Shikre），傑康利用自己在政界關係將辛漢調職到果阿科瓦警察局，好對付辛漢。不堪其擾的辛漢決定將他繩之以法。
本片翻拍自2010年同名泰米爾語電影。

### 《雄獅回歸》（2014）
在孟買任職的巴吉勞·辛漢受命調查其團隊中一名警官的死亡事件，發現與知名宗教領袖巴巴吉（Babaji）及政客普拉卡什·拉奧（Prakash Rao）是這起犯罪事件的幕後黑手，但扳倒他們的過程卻困難重重。
本片翻拍自1993年馬拉雅拉姆語電影《艾卡拉維揚》。

### 《辛巴》（2018）
桑格蘭·「辛巴」·巴拉洛督察（Inspector Sangram "Simmba" Bhalerao）與巴吉勞·辛漢同樣來自什夫格德，但辛巴卻是利用職務之便收賄的貪腐警官。直到米拉馬爾黑幫杜瓦（Durva）的兄弟性侵一名女子後，辛巴發誓要令杜瓦及其兄弟接受法律制裁。
本片翻拍自2015年泰盧固語電影《任性》。

### 《反恐追緝令》（2021）
反恐小組（ATS）的維爾·蘇亞萬西副處長（DCP Veer Sooryavanshi）帶隊阻止即將發生在孟買實施炸彈恐攻，同時得揪出主謀里亞茲·哈菲茲（Riyaaz Hafeez）及其兄弟拉薩（Raza），還有共犯穆克塔·安薩里（Mukhtar Ansari）和比拉爾·艾梅德（Bilal Ahmed）。

### 《雄獅歸來》（2024）
外號「危險蘭卡」（Danger Lanka）的惡棍綁架了巴吉勞·辛漢之妻艾芙妮（Avni），並打算向辛漢、辛巴及蘇亞萬西復仇。辛漢比照《羅摩衍那》集結警察同夥，以救出愛人並對抗躲藏於斯里蘭卡的敵人。

## 電視
| 電視           | 播出日期      | 主創                               | 發行平台           | 狀態   |
| -------------- | ------------- | ---------------------------------- | ------------------ | ------ |
| 《超级小雄狮》 | 2018年4月21日 | 維克拉姆·韋圖里（Vikram Veturi）                | 探索兒童頻道和Pogo | 播出中 |
| 《血仇緝凶》   | 2024年1月19日 | 羅希特·謝蒂和蘇什萬特·普拉卡什（Sushwanth Prakash） | Amazon Prime Video | 已完結 |

### 《超级小雄狮》（2018–）
擁有獅子力量的勇敢兒童超級警察小辛漢（Little Singham）保護自己的城鎮和世界免受邪惡惡棍、可怕的變種人甚至外星人的侵害。
改編自2011年電影《雄獅》的電視動畫劇集。

### 《血仇緝凶》（2024）
德里警察卡比爾·馬立克（Kabir Malik）調查由印度聖戰士恐怖份子扎拉爾（Zarar）引起的一連串炸彈爆炸事件，並積極追捕對方及其同夥。

## 外部連結
- 互联网电影数据库（IMDb）上《雄獅》的资料（英文）
- 互联网电影数据库（IMDb）上《雄獅回歸》的资料（英文）
- 互联网电影数据库（IMDb）上《辛巴》的资料（英文）
- 互联网电影数据库（IMDb）上《反恐追緝令》的资料（英文）
- 互联网电影数据库（IMDb）上《雄獅3》的资料（英文）